# António Francisco de Sales de Guimarães Pestana da Silva
António Francisco de Sales Guimarães Pestana da Silva (Leça da Palmeira, Matosinhos, 11 de janeiro de 1904 — Braga, 1 de julho de 1973) foi um médico, delegado de saúde em Braga e Cabeceiras de Basto, que exerceu as funções de governador civil do Distrito Autónomo de Angra do Heroísmo (Açores) de 1942 a 1945.

## Biografia
Depois de ter realizado os primeiros estudos em Espanha, licenciou-se em Medicina pela Universidade de Coimbra.
Casou com Maria José Teixeira Ferreira de Melo Botelho e Sousa, de São Miguel de Refojos, concelho de Cabeceiras de Basto, onde fixou residência.
Foi sub-delegado de saúde em Cabeceiras de Basto e posteriornente delegado de saúde em Braga , tendo sido no concelho de Cabeceiras médico municipal, director clínico do hospital da Santa Casa da Misericórdia, administrador do concelho e presidente da estrutura concelhia da União Nacional.
Ligado aos movimentos católicos, exerceu as funções de governador civil no Distrito Autónomo de Angra do Heroísmo de 24 de Abril de 1941 a 17 de Outubro de 1944. Governou o distrito durante um período conturbado, tendo sido no seu mandato que ocorreu o desembarque na ilha Terceira de forças britânicas a 8 de Outubro de 1943, no contexto da Segunda Guerra Mundial, e das primeiras forças norte-americanas ligadas à construção da Base das Lajes, a 9 de Janeiro de 1944.
Recebeu do rei George VI pelos serviços prestados à coroa britânica durante a sua governação nos Açores da mais alta condecoração atribuída a estrangeiros, a OBE, que devolveu aquando da invasão das províncias portuguesas na Índia de  Goa, Damão e Diu pela União Indiana apoiada pelos britânicos.